# Barajul Valea de Pești

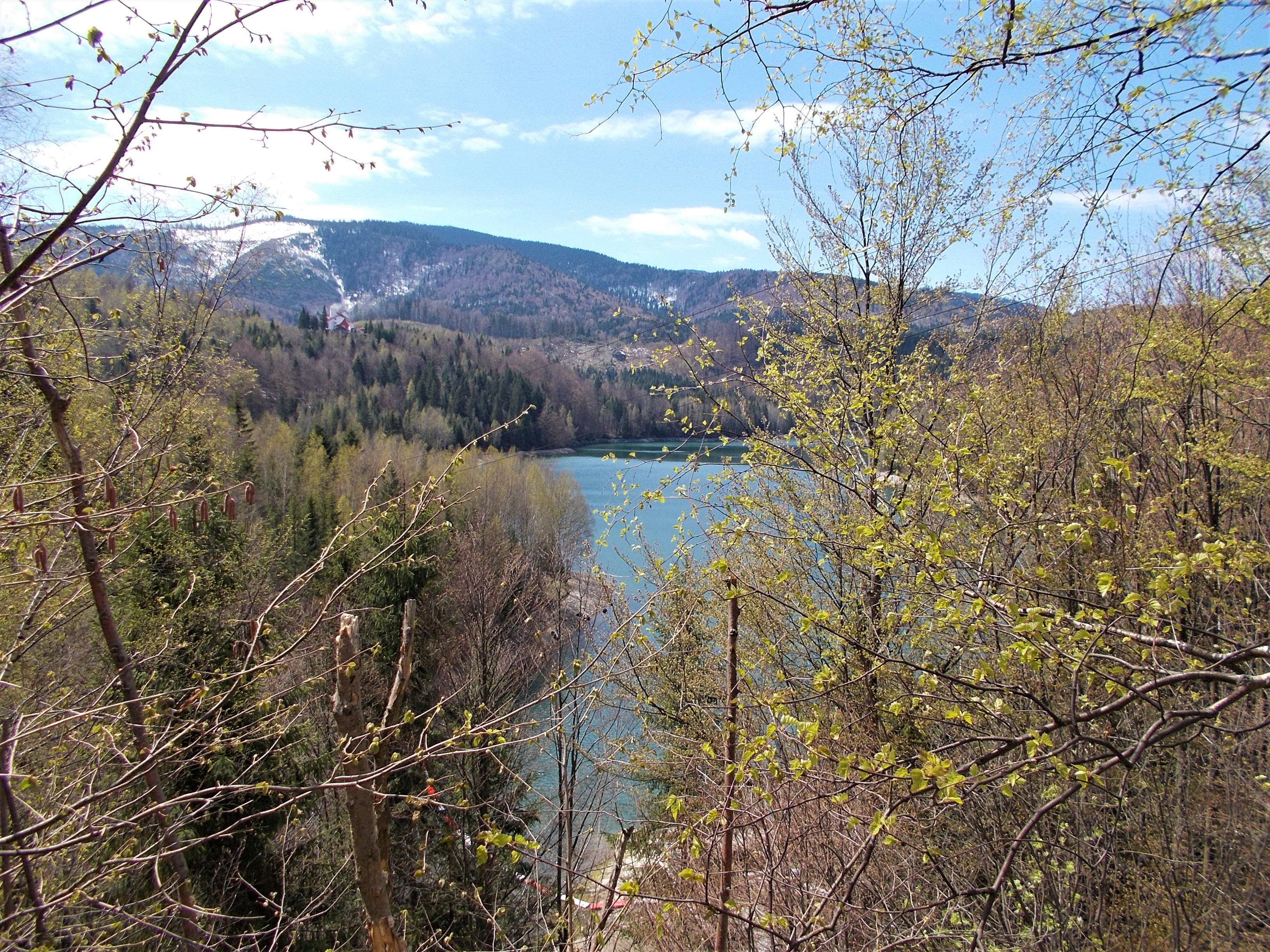
Lacul Valea de Pești, Hunedoara

Barajul Valea de Pești a fost construit pe râul Valea de Pești între anii 1967 - 1973 și are o înălțime de 56 de metri, ceea ce-l situează pe locul 35 între cele 246 de baraje din România.
Lacul Valea de Pești este un lac de acumulare care are un volum de 4,5 milioane de metri cubi de apă, o suprafață de 31 ha, adâncimea maximă de 53 m și o lungime de 2,5 km și se află la altitudinea de 830 m.
Lacul, amenajat în apropiere de localitatea Câmpu lui Neag, Hunedoara, are ca scop principal alimentarea cu apă în Valea Jiului, iar în perioadele de ape mari are și scop de producere a energiei electrice și de atenuare a undelor de viitură.
În documentul intitulat Strategia de alimentare cu energie termică a municipiului Lupeni, din 2008, se prevedea, între altele, instalarea unui generator electric pe conducta de aducțiune Baraj - Stație de tratare a apei Valea de Pești.
Pentru completarea alimentării cu apă a municipiului Lupeni, este folosită magistrala de 800 mm, prin aducțiune de la barajul Valea de Pești, alimentându-se două rezervoare de 1.500 m3 și două rezervoare de 500 m3. De la rezervoare, prin intermediul rețelelor de distribuție, apa potabilă este distribuită la toți consumatorii.
În lac cresc următoarele specii de pești: știucă, somn, crap, mreană și clean.
Dacă, în urma unei calamități naturale, s-ar rupe Barajul Valea de Pești, apele lacului ar mătura localitățile Uricani, Lupeni, Vulcan, Iscroni și exploatările miniere din localitățile respective.